# Cudoniopsis pusilla
Cudoniopsis pusilla — вид грибів, що належить до монотипового роду  Cudoniopsis.